# Isola Meares
L'isola Meares è una delle tante isole che circondano il villaggio di Tofino, Columbia Britannica, Canada.

## Storia
Il suo nome le fu dato, nel 1862, da George Richards, capitano della nave "HMS Hecate", in onore di John Meares. L'isola si trova nella baia di Clayoquot ed è la sede di Opitsat, il villaggio principale delle Tla-o-qui-aht First Nations, ed è stata la sede di Fort Defiance, una zona americana di commercio delle pellicce, di breve durata, fondata dal capitano Robert Gray.
L'isola Meares divenne storicamente significativa poco dopo il 1984, quando il popolo Nuu-chah-nulth iniziò a protestare contro le potenziali attività di disboscamento da parte della compagnia forestale MacMillan Bloedel. I Nuu-chah-nulth, con significativa cooperazione da parte di gruppi ambientalisti, alla fine posero un blocco, impedendo a MacMillan Bloedel di disboscare l'isola. Entrambe le parti intrapresero un'azione legale, e la corte stabilì che dal momento che i Nuu-chah-nulth avevano affermato che questo era parte del loro territorio tradizionale, fino a quando tale questione non fosse stata risolta, nessuno sviluppo avrebbe potuto verificarsi su tutta l'isola Meares. Ciò sostanzialmente garantiva un'ingiunzione a favore dei Nuu-chah-nulth, che per la prima volta, nella storia della Columbia Britannica, vedeva respinta una richiesta per un problema di rivendicazioni territoriali.

## Turismo
L'isola Meares è raggiungibile tramite barche o taxi acquatici.
Un'attrazione per i turisti che visitano Tofino è il Big Tree Trail, la piccola sezione dell'isola Meares che contiene un lungomare che presenta alcuni dei più alti alberi della Columbia Britannica. È un sito spettacolare per la fotografia ed è stato visto in molte pubblicazioni naturalistiche e televisive.